# Province de Mimasaka
Mimasaka (美作国, Mimasaka no kuni) ou Sakushu (作州, Sakushū) est une ancienne province du Japon, qui se situait dans ce qui est aujourd'hui le nord-est de la préfecture d'Okayama.

Carte des anciennes provinces du Japon avec Mimasaka mise en évidence.

La province de Mimasaka était entourée par les provinces de Bitchu, Bizen, Harima, Hoki et Inaba. Elle a souvent été dirigée par les daimyos de la province de Bizen. L'ancienne capitale de la province était Tsuyama.
Le célèbre épéiste Miyamoto Musashi était originaire du village de Miyamoto situé dans la province de Mimasaka.